# 北熊本駅

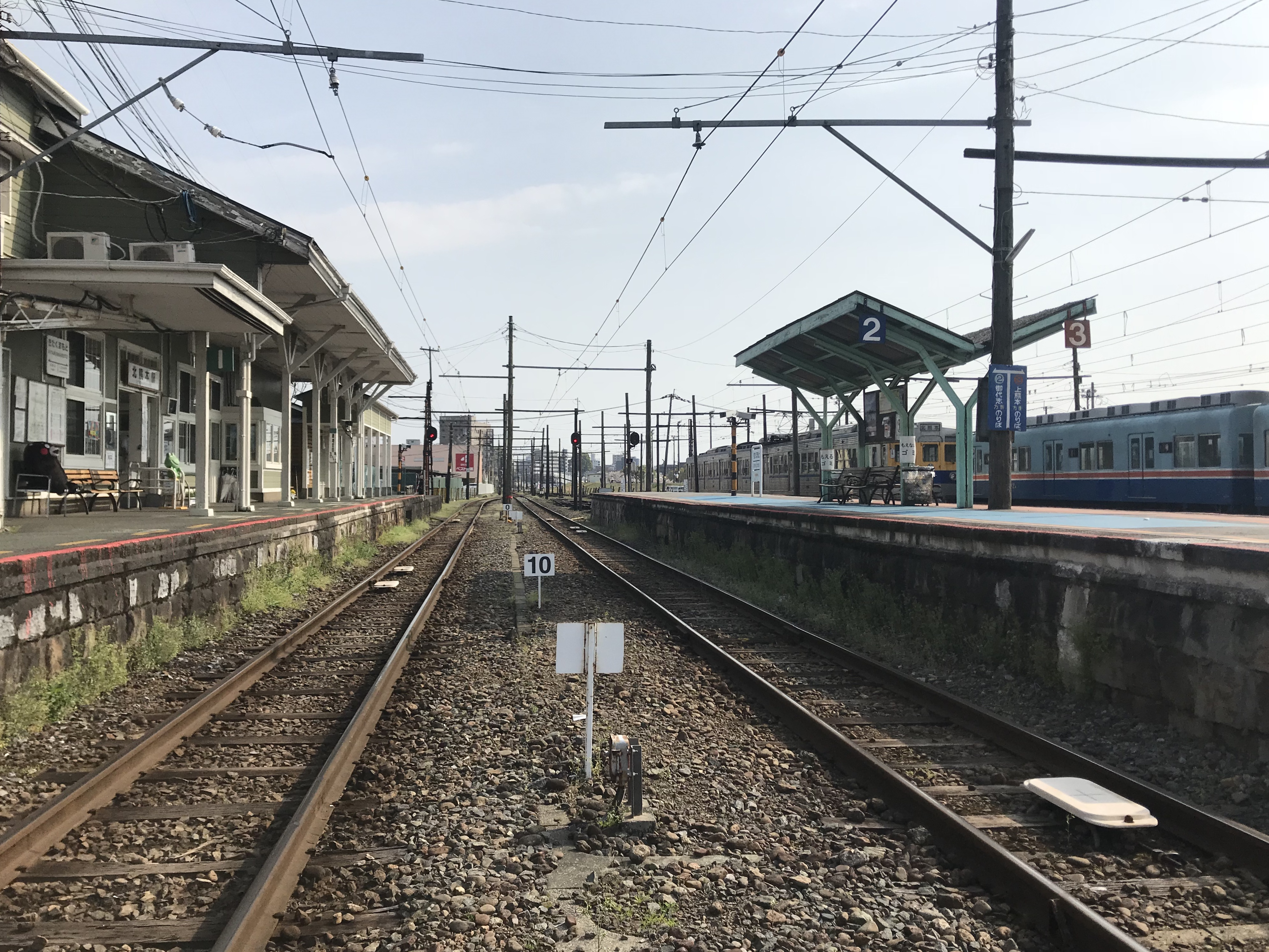
構内踏切から望む駅構内（左側から1番線、2018年4月撮影）

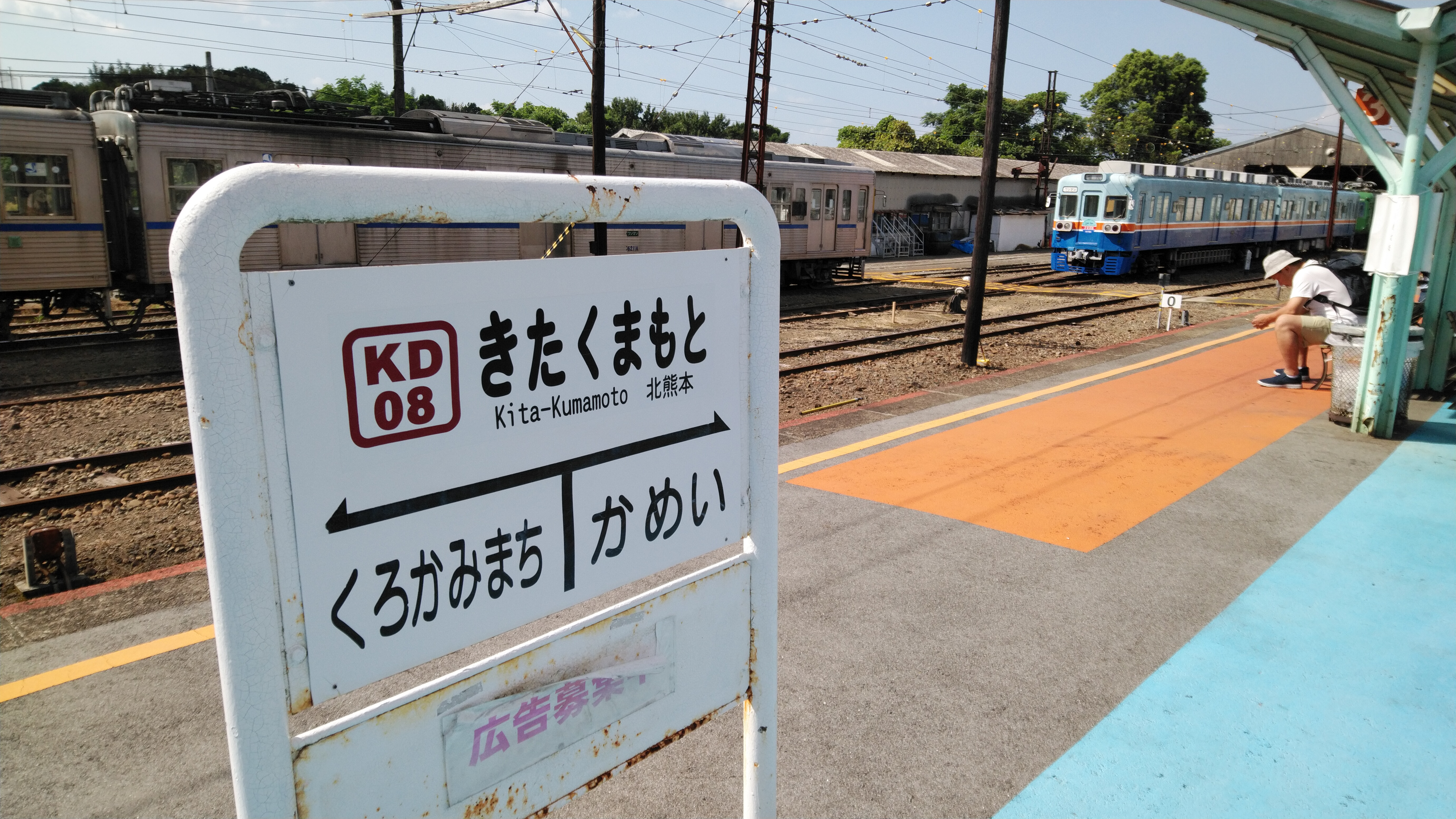
ナンバリングが入った駅名標（2019年9月撮影）

北熊本駅（きたくまもとえき）は、熊本県熊本市北区室園町にある熊本電気鉄道の駅である。駅番号はKD08。

## 概要
熊本電鉄の運行上の拠点となっており、駅構内に鉄道本部（運転士詰所、運転指令所、車両基地など）が所在し、運転士は当駅で交替する。また、車両基地の入出庫の関係で当駅始発終着の列車が数本設定されている。
列車交換可能駅で、早朝・深夜の一部列車を除いて当駅で藤崎宮前行き、御代志行きの上下列車が列車交換を行うほか、日中は列車交換に合わせて上熊本行きとの接続も考慮したダイヤとなっている。
駅構内には改札口や窓口がある。駅係員が常駐しており、改札や定期券などの発売を行っている。ただし、普通乗車券は発売していない。
かつては駅舎内に同社関連会社である「熊本電鉄タクシー」の本社と車庫が設置されていたが、2014年11月30日限りで営業を終了した。なお、同社は翌12月1日よりミハナタクシーグループ傘下となり、社名を「菊熊タクシー」と変更したほか、本社を上熊本に移転した。跡には、2016年1月18日に、グッズショップ「くまでんショップ北熊本店」がオープンした。
窓口営業時間
- 6:30 - 19:00

## 歴史
- 1949年（昭和24年）4月1日：藤崎線の藤崎宮前 - 亀井間の旧線（室園駅経由）からの路線変更に伴い開業する。
- 1964年（昭和39年）：構内に車両基地が移転する。
- 1979年（昭和54年）8月1日：貨物取り扱いを廃止する。
- 1984年（昭和59年）2月1日：鉄道小荷物取り扱いを廃止する。
- 1985年（昭和60年）5月1日：乗車券の発売を廃止し、整理券方式へ移行する。
- 2014年（平成26年）12月1日：駅舎内にあった熊本電鉄タクシーが営業を終了する。
- 2015年（平成27年）4月1日：交通系ICカード「熊本地域振興ICカード（くまモンのIC CARD）」の供用を開始する[2]。
- 2016年（平成28年）1月18日：熊本電鉄タクシー本社跡地に「くまでんショップ北熊本店」がオープン。
- 2019年（令和元年）10月1日：駅ナンバリング導入[3]。

## 駅構造
単式ホーム1面1線と島式ホーム1面2線（計2面3線）および数本の側線や検修庫（車両基地）を持つ地上駅。有人駅で熊本電鉄で唯一、夜間停泊がある駅である。
各ホームごとに色分けがされている。
2015年（平成27年）4月より供用を開始したICカード乗車券「熊本地域振興ICカード（くまモンのIC CARD）」の読み取り機は、入場用・出場用とも改札口に設置している。

### のりば
| のりば | 路線                  | 行先                   |
| ------ | --------------------- | ---------------------- |
| 1      | ■藤崎線・菊池線直通   | 黒髪町・藤崎宮前方面   |
| 2      | ■藤崎線・菊池線直通   | 堀川・黒石・御代志方面 |
| 3      | ■菊池線（当駅折返し） | 池田・上熊本方面       |

## 利用状況
| 年度               | 1日平均 乗車人員 | 1日平均 乗降人員 |
| ------------------ | ---------------- | ---------------- |
| 2011年（平成23年） | 311              |                  |
| 2012年（平成24年） | 311              | 592              |
| 2013年（平成25年） | 338              | 643              |
| 2014年（平成26年） | 353              | 673              |
| 2015年（平成27年） | 453              | 822              |
| 2016年（平成28年） | 561              | 997              |
| 2017年（平成29年） | 585              | 1,107            |
| 2018年（平成30年） | 524              | 1,017            |
| 2019年（令和元年） | 430              |                  |
| 2020年（令和02年） | 223              |                  |
| 2021年（令和03年） | 275              |                  |
| 2022年（令和04年） | 358              |                  |
| 2023年（令和05年） | 385              |                  |

## 駅周辺
- 国道3号
- マクドナルド北熊本店
- 熊本室園郵便局
- 肥後銀行北熊本支店
- 熊本銀行清水支店
- アイミースクエア
  - TKU住まいランド（住宅展示場）
  - ベスト電器北熊本店・ゲオ熊本室園店・お菓子の香梅清水バイパス北熊本店
- 朝日野総合病院
- 坪井川遊水公園
- 熊本市立清水小学校
- 清水保育所
- くまもと成城病院
- 拝聖院（日本の赤十字活動発祥の地。）[6]
- 熊本県立清水が丘学園
- 建吉組本社
- AREA（映像制作会社）
- 熊本電気鉄道本社（旧・室園駅）

## 路線バス
以下の路線は全て 熊本電気鉄道（電鉄バス）による運行である。
- バス停留所は駅東側（国道3号）の北熊本バス停留所

| 系統               | 行先                                                         | 備考                                                       |
| ------------------ | ------------------------------------------------------------ | ---------------------------------------------------------- |
| 郊外方面（駅舎側） |                                                              |                                                            |
| C1-2・C1-3         | 菊池プラザ、菊池温泉（堀川経由）                             | 系統末尾「-2が菊池プラザ行き、-3が菊池温泉行き」となる。   |
| C3-2・C3-3         | 菊池プラザ、菊池温泉（山室経由）                             | 系統末尾「-2が菊池プラザ行き、-3が菊池温泉行き」となる。   |
| C4-1               | 南原（山室、外沖経由）                                       |                                                            |
| C4-2・C4-4         | 立石、北区役所（山室経由）                                   | 系統末尾「-2と-3が立石行き、-4と-5が北区役所行き」となる。 |
| C4-3・C4-5         | 立石、北区役所（山室、菊南温泉ユウベルホテル経由）           | 系統末尾「-2と-3が立石行き、-4と-5が北区役所行き」となる。 |
| C5-2・C5-3         | 武蔵ヶ丘車庫、光の森駅（堀川、新地団地経由）                 | 系統末尾「-2が武蔵ヶ丘車庫行き、-3が光の森駅行き」となる。 |
| C5-4               | 杉並台（堀川、新地団地、永江団地経由）                       |                                                            |
| C5-5・C5-6         | 下群、合志市役所（堀川、新地団地、泉ヶ丘団地経由）           | 系統末尾「-5が下群行き、-6が合志市役所行き」となる。       |
| C6-5               | 下群（堀川、北高入口、楠団地、泉ヶ丘団地経由）               | 平日7時台1便のみ。                                         |
| 熊本市内方面       |                                                              |                                                            |
| C1系統・C3系統     | 桜町BT、熊本駅前、蓮台寺入口（国道（市立必由館高校前）経由） |                                                            |
| C4系統・C5系統     | 桜町BT、熊本駅前、蓮台寺入口（三軒町経由）                   | C5-4とC5-5系統の一部は熊本駅前、蓮台寺入口行き             |

## 隣の駅
熊本電気鉄道
■藤崎線・菊池線直通
黒髪町駅 (KD07)  - 北熊本駅 (KD08) - 亀井駅 (KD10)
■菊池線（上熊本区間線）
坪井川公園駅 (KD05)  - 北熊本駅 (KD08) 